# Cheltenham Spa Express
Der Cheltenham Spa Express ist ein britischer Fernzug, der von Cheltenham Spa in Gloucestershire zum Bahnhof Paddington in London verkehrt. In den 1930er-Jahren wurde der von der Great Western Railway (GWR) betriebene Zug unter dem inoffiziellen Namen Cheltenham Flyer bekannt. Gemessen an der fahrplanmäßigen Reisegeschwindigkeit von 114,9 km/h war er damals der schnellste Zug der Welt. Dieser Rekord bezog sich aber nicht auf die gesamte Fahrstrecke des Zuges, sondern nur auf den auf dem Hinweg ohne Halt durchfahrenen Abschnitt Swindon–Paddington.

## Geschichte

### Entwicklung der Reisegeschwindigkeit auf dem Abschnitt Swindon–Paddington

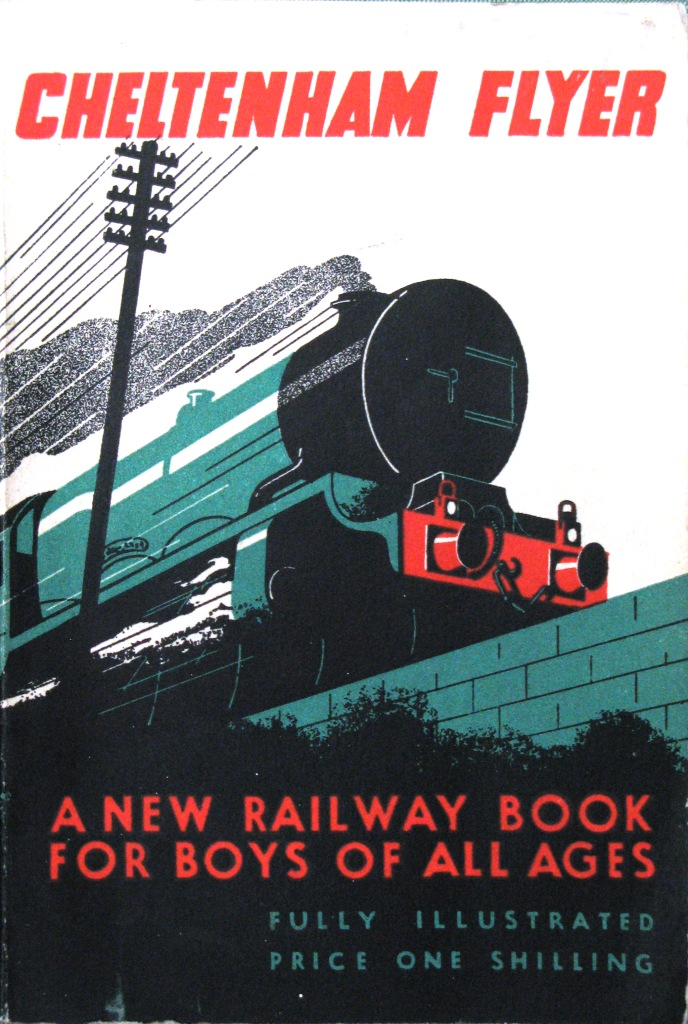
Das Cheltenham-Flyer-Buch wurde von GWR herausgegeben, um Buben jeden Alters für die Eisenbahn zu interessieren

Bereits vor dem Ersten Weltkrieg betrieb die Great Western Railway einen Fernzug Cheltenham–London, der die 146 km lange Strecke Kemble Junction–Paddington in 103 Minuten zurücklegte. Nach dem Krieg wurde ein zusätzlicher Halt in Swindon eingeführt und der Zug benötigte für die 124,3 km nach Paddington 85 Minuten.
1923 wurden die ersten von Charles Collett entworfenen Schnellzuglokomotiven der Castle-Klasse in Betrieb genommen, was eine deutliche Fahrzeitverkürzung ermöglichte. Der Zug wurde nun als Cheltenham Spa Express bezeichnet und legte die Strecke zwischen Swindon und Paddington in 75 Minuten zurück. Dies entsprach einer Durchschnittsgeschwindigkeit von 99,5 km/h.
In den 1920er- und den 1930er-Jahren kam es zwischen den vier wichtigsten Eisenbahngesellschaften in England zu einem heftigen Wettstreit um den Betrieb des schnellsten kommerziellen Fernzuges des Landes, weshalb der Cheltenham Spa Express weiter beschleunigt wurde. Im Juli 1929 betrug die planmäßige Fahrzeit 70 Minuten, was einer Durchschnittsgeschwindigkeit von 106,5 km/h entsprach. 1931 wurde die Durchschnittsgeschwindigkeit auf 111,4 km/h angehoben. Dies war das erste Mal in der Eisenbahngeschichte, dass ein Fernzug mit einer fahrplanmäßigen Durchschnittsgeschwindigkeit von über 110 km/h verkehrte. Im selben Jahr legte die Lok Nr. 5000 Launceston Castle die Strecke mit einer Reisegeschwindigkeit von 127 km/h zurück und brach damit den 1905 von der Philadelphia and Reading Railway auf der 55 km langen Strecke Camden–Atlantic City aufgestellten Rekord von 126 km/h. Der Zug hatte inzwischen seinen Spitznamen Cheltenham Flyer erhalten, der aber nie die offizielle Bezeichnung war.
Am Montag, dem 6. Juni 1932, brach der Zug mit einer Fahrzeit von 56 Minuten 47 Sekunden den eigenen Geschwindigkeitsrekord für den schnellsten kommerziellen Fernzug. Die Durchschnittsgeschwindigkeit von 131,3 km/h war zuvor noch nie erreicht worden. Der Zug wurde von der Castle-Klasse-Lokomotive Nr. 5006 Tregenna Castle gezogen, die von Lokführer Harry Rudduck und Heizer Thorp aus dem Londoner Betriebswerk Old Oak Common bedient wurde.
Im September 1932 wurde die fahrplanmäßige Fahrzeit zwischen Swindon und London auf 65 Minuten herabgesetzt und damit die für die damalige Zeit außergewöhnliche Durchschnittsgeschwindigkeit von 114,83 km/h für die 124,4 km lange Strecke erreicht.
Der Rekord des Cheltenham Flyer wurde im Mai 1933 durch den Fliegenden Hamburger gebrochen. Der deutsche Dieseltriebwagen legte die 286 km lange Bahnstrecke Berlin–Hamburg in 138 Minuten zurück, was eine Reisegeschwindigkeit von 124,3 km/h ergab. Den britischen Rekord verlor der Cheltenham Flyer 1937, als The Coronation der LNER zwischen dem Londoner Bahnhof King’s Cross und York eine  Durchschnittsgeschwindigkeit von 115,75 km/h erzielte.

### Entwicklung nach der GWR-Zeit
Während des Zweiten Weltkriegs wurde der Zuglauf eingestellt. British Rail, der Nachfolger der GWR, nutzte den Namen Cheltenham Spa Express erst wieder ab dem Sommerfahrplan 1957 bis in die 1960er-Jahre und dann wieder ab 1984. Inzwischen wird die Strecke durch die First Great Western betrieben. Im Jahre 2018 verkehrte an den Wochentagen immer noch ein Zugpaar mit dem traditionellen Namen. Der Zug beginnt aber bereits in Worcester, hält in Ashchurch for Tewkesbury und legt den Abschnitt Swindon–Paddington auf der Great Western Main Line nicht mehr ohne Halt zurück, sondern bedient Didcot Parkway und Reading.

## Zuglauf
Der Zuglauf führt von Cheltenham Spa in Gloucestershire über Gloucester, Stonehouse, Stroud, Kemble, Swindon, Didcot und Reading zum Bahnhof Paddington in London, wobei der Zug in Gloucester Kopf macht.
Von Cheltenham fährt der Zug zuerst nach Südwesten entlang der Cross-Country Route, die zwischen Cheltenham und Yate bis auf den Bereich um Gloucester von der GWR und der LMS gemeinsam benutzt wurde. Bei Standish Junction verlässt der Zug die Cross-Country Route und folgt der Golden Valley Line durch die Cotswold Hills. Nach Brimscombe hat die Strecke eine Steigung von 13 bis 17 ‰, bis sie den 1700 m langen Sapperton-Tunnel erreicht. Hinter Kemble ist die Strecke wieder nahezu eben, so dass bereits der Dampfzug hier 120 km/h erreichte.

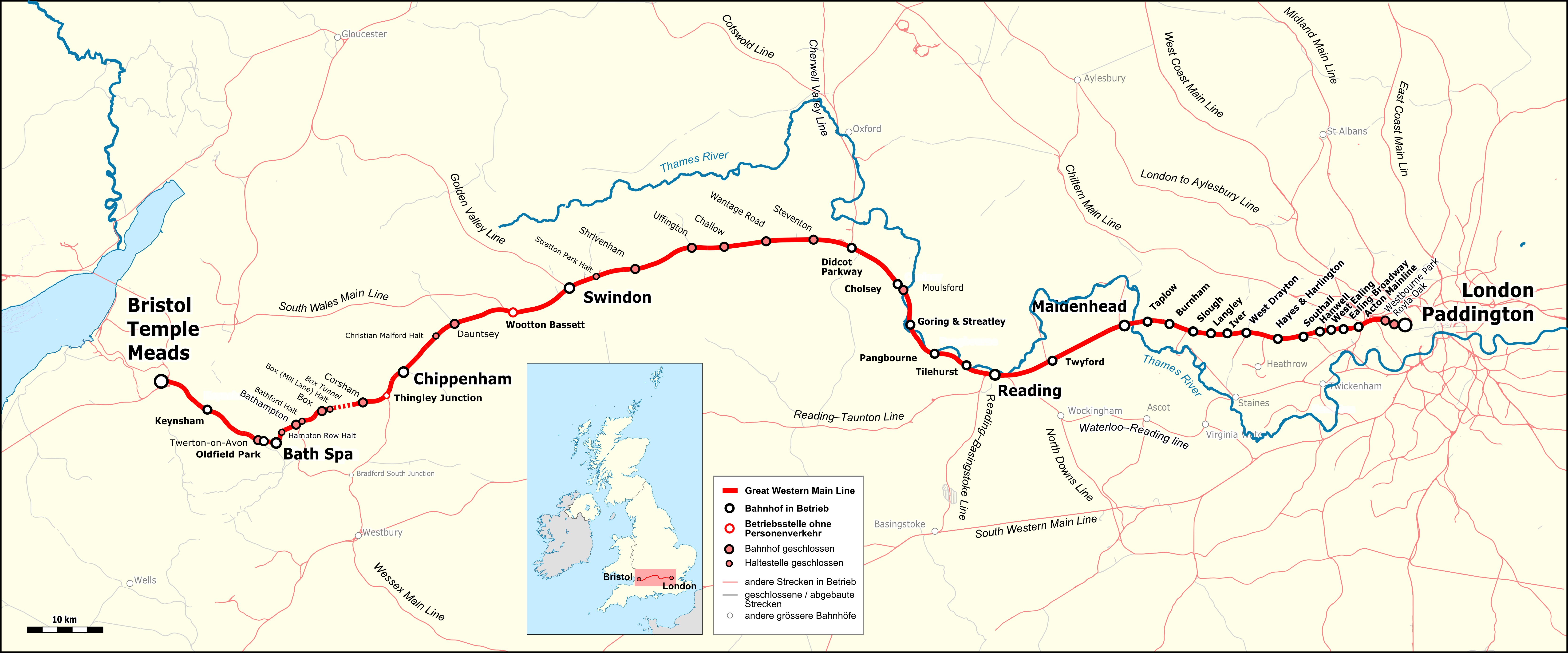
Karte der Great Western Main Line, die zwischen Swindon und London vom Cheltenham Spa Express genutzt wird

Nach Swindon beginnt die eigentliche Rennstrecke auf der Great Western Main Line nach London, die ungefähr in Gefällerichtung der Themse verläuft, wobei Swindon lediglich 90 m höher als Paddington liegt. Die größten der nur geringen Gefälle der Strecke befinden sich zwischen Swindon und Didcot: von Swindon fällt die Strecke mit 1,2 ‰ bis Shrivenham und von da mit 1,1 bis 1,3 ‰ bis Didcot, danach beträgt das Gefälle noch maximal 0,8 ‰. Die Dampfzüge passierten nach der Abfahrt von Swindon in etwas weniger als sieben Minuten das 9,2 km entfernte Shrivenham mit 120 km/h und erreichten in der Nähe von Challow oder Wantage Road die Geschwindigkeit von 130 km/h, die für den größten Teil der Fahrt gehalten wurde. Wenn der Lokführer eine Verspätung aufzuholen hatte, konnte die Geschwindigkeit manchmal bis auf 145 km/h erhöht werden. Die Höchstgeschwindigkeit konnte dann in der Regel zwischen Steventon und Slough gehalten werden. Lediglich zwischen Goring und Tilehurst sank die Geschwindigkeit um 3 bis 5 km/h, weil der Fahrwiderstand des Zuges in diesem Streckenabschnitt anstieg – einerseits weil die Dampflokomotive während der Fahrt ihren Wasservorrat aus dem Trog bei Goring ergänzte, andererseits wegen des höheren Rollwiderstands der Wagen in den Gegenkurven in der Nähe von Pangbourne.

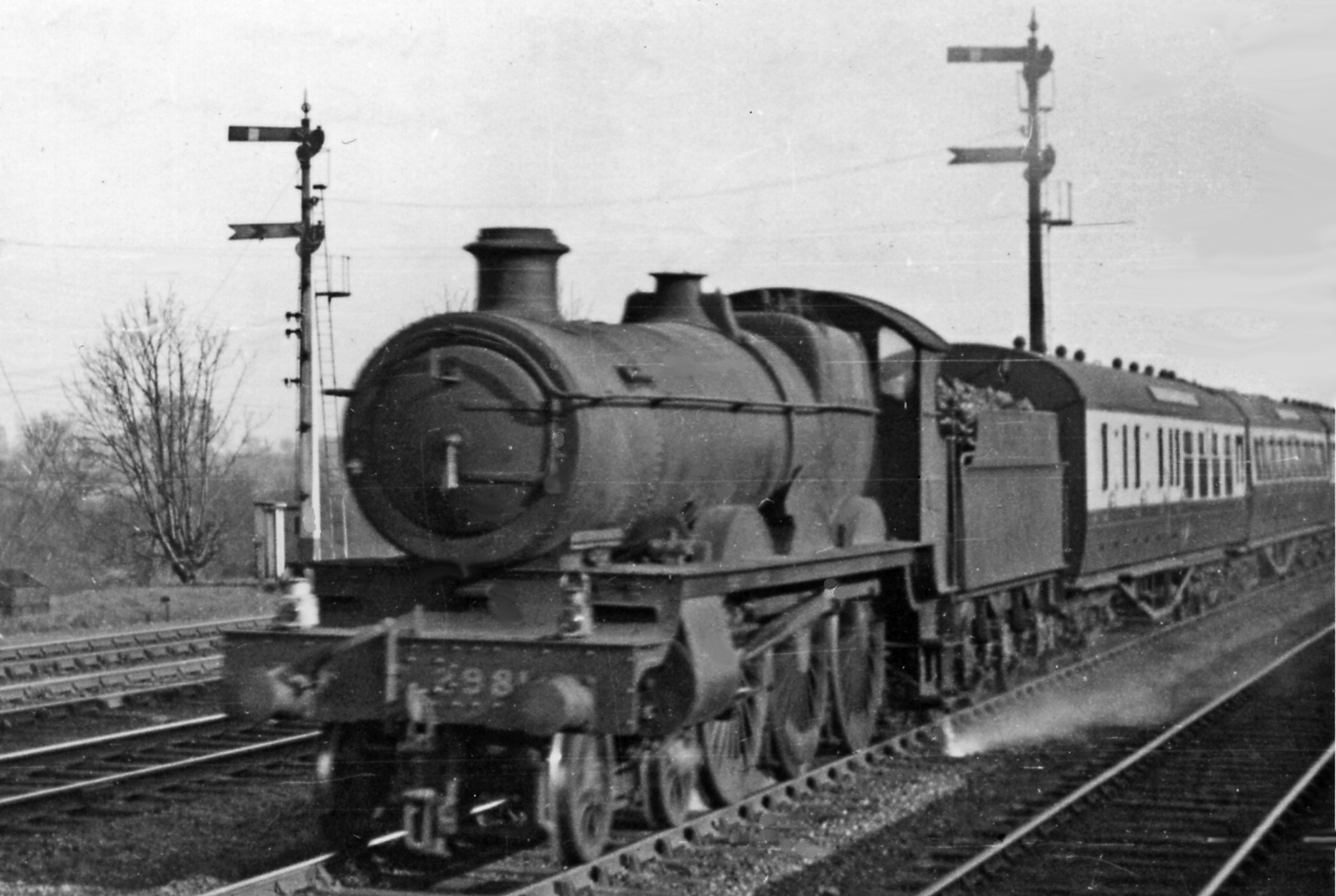
Cheltenham Flyer in der Nähe von Reading, ausnahmsweise mit einer Lokomotive der Saint-Klasse bespannt (1948)

Am Westende des Bahnhofs Reading waren schon zu Zeiten des Dampfzuges Flachkreuzungen mit beweglichen Doppelherzstückspitzen verlegt, damit die Geschwindigkeit in der Weichenstraße nicht reduziert werden musste. Nach Reading konnte der Zug bei Verspätungen im Abschnitt Twyford–Maidenhead nochmals Geschwindigkeiten von 134 bis 138 km/h erreichen, um Zeit aufzuholen. Bei der Fahrt durch West Drayton und Hayes nach Southall konnte die Geschwindigkeit auf 125 km/h sinken. Danach beschleunigte der Zug besonders bei Verspätungen wieder auf 130 km/h für die Fahrt durch Ealing und Acton, bis er sich den großen Gasometern in der Nähe von Westbourne Park näherte, wo der Regler der Dampflokomotive geschlossen und die Bremsung eingeleitet wurde, so dass der Zug den Bahnhof Westbourne Park mit 80 km/h durchfuhr und nach etwas mehr als zwei Minuten Paddington erreichte.

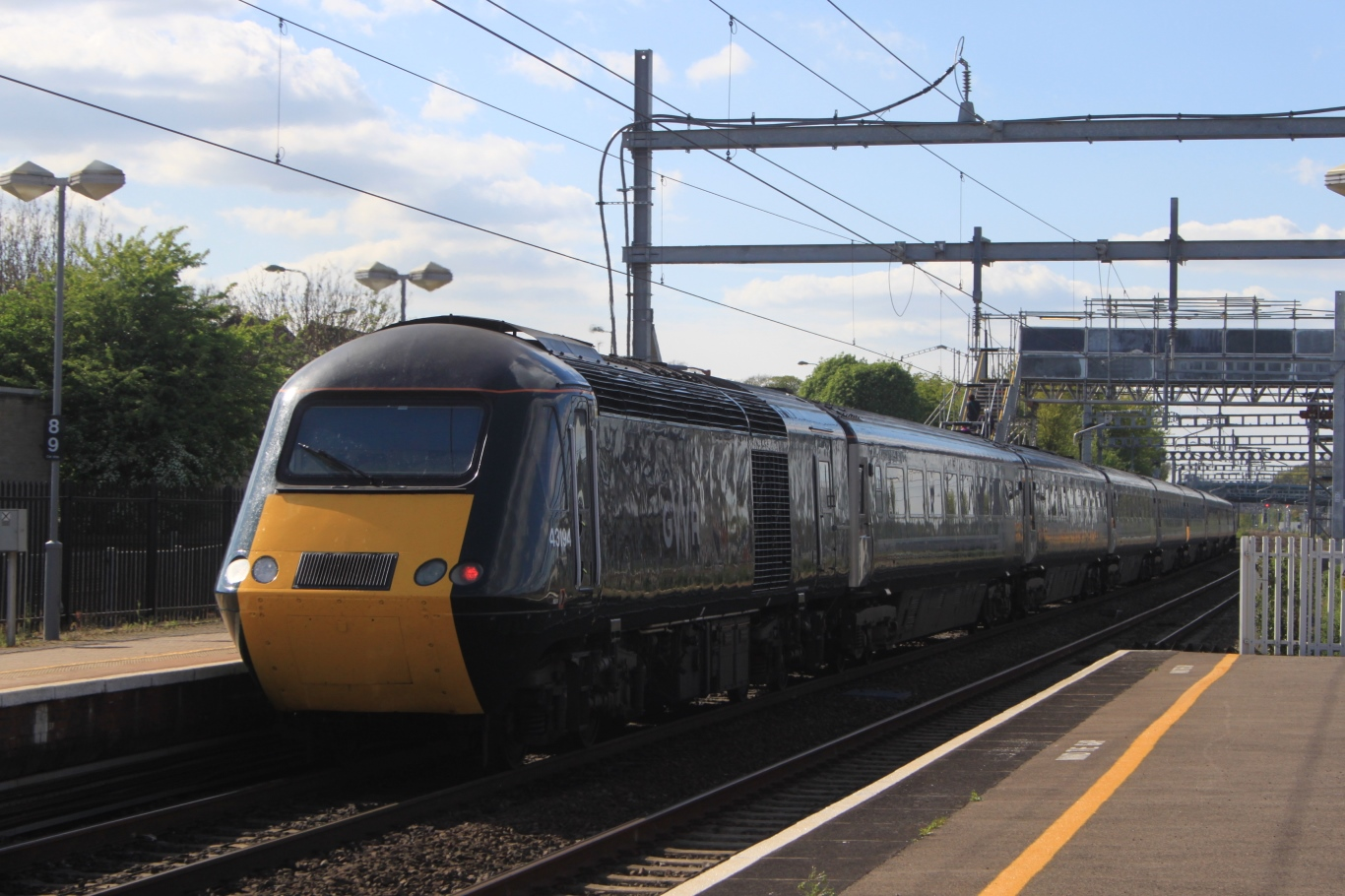
Westwärts fahrender Cheltenham Spa Express verlässt Didcot Parkway, 2017

In den 1930er-Jahren begann der Zuglauf im heute abgebrochenen Kopfbahnhof Cheltenham Spa St. James und erreichte bereits nach zwei Minuten den ersten Halt im Bahnhof Cheltenham Spa Malvern, wo die Zweigstrecke vom Kopfbahnhof die Hauptstrecke Birmingham–Stratford-upon-Avon–Bristol erreichte. Nachdem die GWR-Bahnhöfe in den 1960er-Jahren geschlossen wurden, verkehrt der heutige Cheltenham Spa Express vom ehemaligen LMS-Bahnhof Lansdown, der heute den Namen Cheltenham Spa trägt.

## Fahrzeiten
Der Fahrplan des Zuges wurde über die Jahre nicht verändert. Der Zug verlässt jeweils um ca. 14:40 Cheltenham und erreicht vor 17:00 London. Der Gegenzug verlässt London um ca. 17:45 und erreicht Cheltenham um ca. 20:00.
| Bahnhof                            |                 | 1930er- Jahre | 2018  |
| ---------------------------------- | --------------- | ------------- | ----- |
| Worcester Shrub Hill               | Abfahrt         |               | 13:06 |
| Ashchurch for Tewkesbury           | Abfahrt         |               | 13:24 |
| Cheltenham Spa St. James           | Abfahrt         | 14:40         |       |
| Cheltenham Malvern Road            | Ankunft         | 14:42         |       |
| Cheltenham Spa (bis 1925 Lansdown) | Abfahrt         |               | 14:36 |
| Gloucester                         | Ankunft Abfahrt | 14:53 14:58   | 14:52 |
| Stonehouse                         |                 |               | 15:07 |
| Stroud                             | Ankunft Abfahrt | 15:14 15:16   | 15:14 |
| Kemble                             | Ankunft Abfahrt | 15:33 15:35   | 15:29 |
| Swindon                            | Ankunft Abfahrt | 15:51 15:55   | 15:43 |
| Didcot Parkway                     | Ankunft         |               | 16:03 |
| Reading                            | Ankunft         |               | 16:16 |
| London Paddington                  | Ankunft         | 17:00         | 16:44 |

## Rollmaterial

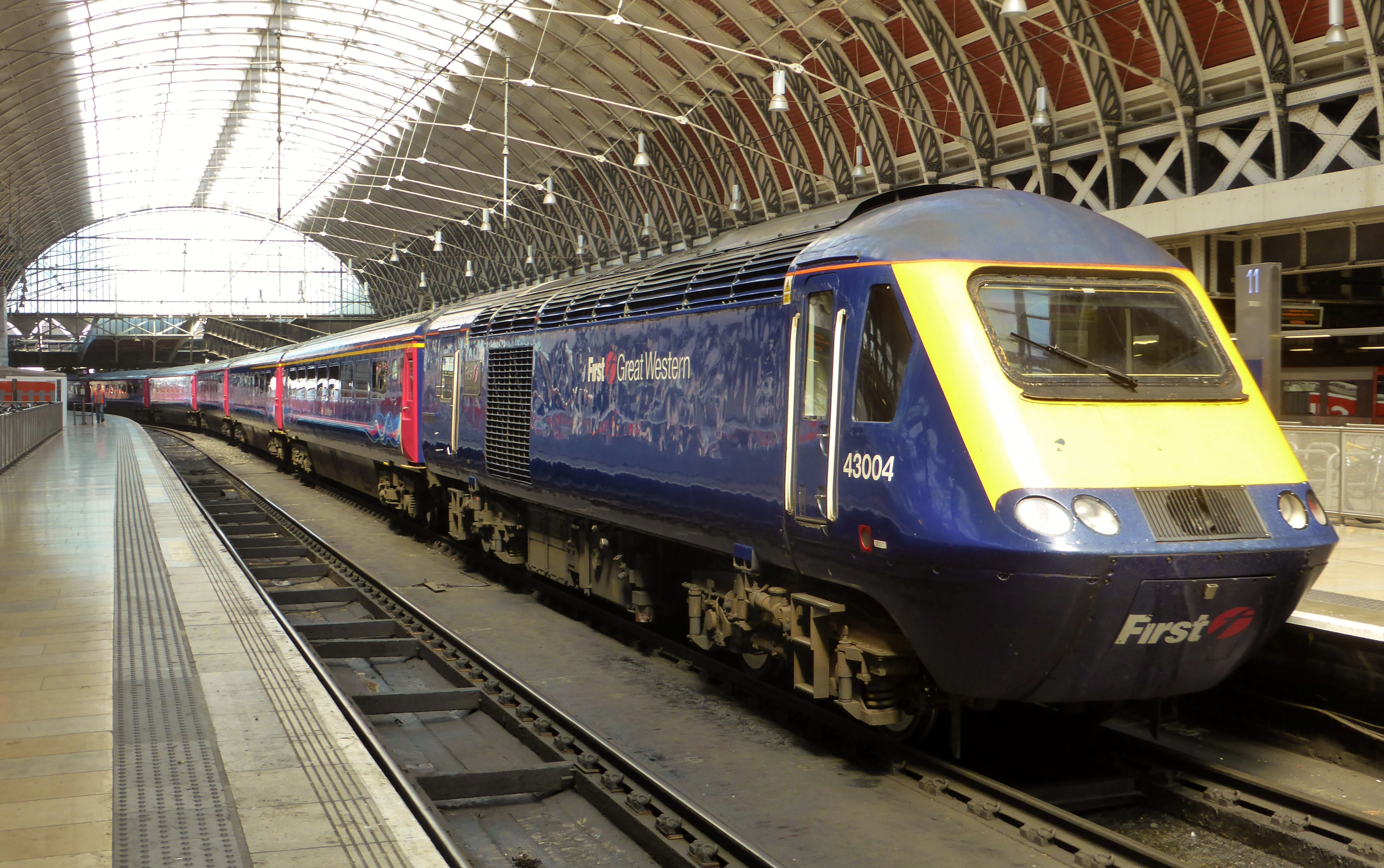
HST der First Great Western, wie er heute für den Cheltenham Spa Express eingesetzt wird

In den 1930er-Jahren begann die Zugstrecke in Cheltenham mit fünf Wagen der 1. und 3. Klasse. In Gloucester wurden an den Zug ein Speisewagen und ein Kurswagen aus Hereford angehängt, so dass der Cheltenham Spa Express mit sieben Wagen in Richtung London weiterfuhr. Ab Gloucester war der Zug mit einer Lokomotive der Castle-Klasse bespannt, die den 218 t schweren Zug nach London brachte. In den Sommermonaten und an Wochenenden wurden dem Zug zusätzliche Wagen mitgegeben.
Im Jahre 2018 wurden HST-Züge für den Cheltenham Spa Express eingesetzt.
| Streckenabschnitt              |                             |                     |                                         |                     |                            |                            |                                         |                                       |
| ------------------------------ | --------------------------- | ------------------- | --------------------------------------- | ------------------- | -------------------------- | -------------------------- | --------------------------------------- | ------------------------------------- |
| << Cheltenham Spa – Gloucester |                             | GWR-Dampflokomotive | Sitzwagen 3. Klasse mit Zugführerabteil | Sitzwagen 3. Klasse | Sitzwagen 1. und 2. Klasse | Sitzwagen 1. und 2. Klasse | Sitzwagen 3. Klasse mit Zugführerabteil |                                       |
| Gloucester – London >>         | Kurswagen Hereford – London | Speisewagen         | Sitzwagen 3. Klasse mit Zugführerabteil | Sitzwagen 3. Klasse | Sitzwagen 1. und 2. Klasse | Sitzwagen 1. und 2. Klasse | Sitzwagen 3. Klasse mit Zugführerabteil | Dampflokomotive der GWR-Castle-Klasse |